# Ageratinastrum
Ageratinastrum es un género de plantas fanerógamas perteneciente a la familia de las asteráceas. Comprende 8 especies descritas y de estas, solo 4 aceptadas.

## Taxonomía
El género fue descrito por Johannes Mattfeld y publicado en Notizblatt des Botanischen Gartens und Museums zu Berlin-Dahlem 11: 412. 1932.

## Especies aceptadas
A continuación se brinda un listado de las especies del género Ageratinastrum aceptadas hasta julio de 2012, ordenadas alfabéticamente. Para cada una se indica el nombre binomial seguido del autor, abreviado según las convenciones y usos.
- Ageratinastrum katangense Lisowski
- Ageratinastrum lejolyanum (Adamska & Lisowski) Kalanda
- Ageratinastrum palustre Wild & G.V.Pope
- Ageratinastrum polyphyllum (Baker) Mattf.